# Rosa Pichon
Pour les articles homonymes, voir Pichon.
Rosa Pichon est une maison de couture française spécialisée dans la lingerie féminine de luxe. Cette entreprise de mode fut célèbre durant l'entre-deux-guerres pour être le fournisseur officiel des maisons de haute couture de Paris.

## Histoire
La maison Rosa Pichon travaillait essentiellement le haut de gamme de la lingerie. Rosa Pichon réalisait ses modèles en satin, en soie et utilisait également les plumes d'autruche. La gamme de lingerie était un panel représentatif de la mode des années 1920/1930. Robe d'intérieur, déshabillé, négligée, liseuse, soutien-gorge, gaine, slip, vêtements de nuit, étaient délicatement travaillés par des petites mains expertes et régulièrement présentés dans les revues de mode de l'époque.
La maison Rosa Pichon était le fournisseur officiel des maisons de haute-couture parisienne telles que Lanvin, Jean Patou et Maggy Rouff.
La maison Rosa Pichon possédait trois succursales en France, à Paris (rue Saint Honoré et avenue Victor-Emmanuel-III), une à Cannes et une autre au Touquet-Paris-Plage.
En 1931, la maison Rosa Pichon participa à la réalisation des costumes du film Attaque nocturne, court métrage français réalisé par Marc Allégret.
Rosa Pichon cessa ses activités dans la seconde moitié des années 1930.